# Nancy H. Seward
Nancy Heitman Seward (Oklahoma, augustus 1930 – 2003) was een Amerikaans componiste, muziekpedagoog en klarinettiste.

## Levensloop
Heitman Seward groeide op in Lincoln (Illinois). Zij studeerde aan de Central Methodist College (CMU) in Fayette (Missouri) en behaalde haar Bachelor of Music Education in 1952. Tijdens deze tijd leerde zij ook haar latere echtgenoot Ken Seward in de Central Methodist College Band kennen.
Zij doceerde aan openbare scholen in Kansas en Missouri en aan de Central Methodist College (CMU). Verder doceerde zij aan de Universiteit van Michigan in Ann Arbor en aan de Universiteit van Missouri in Columbia (Missouri). Nadat ze met pensioen ging, was ze nog bezig met het componeren en als jurylid bij wedstrijden en concoursen. 
Heitman Seward werd onderscheiden met de Distinguished Alumni Award van de Central Methodist College (CMU) alsook met de Hall of Fame Award van de Missouri Bandmasters Association
Als componiste schreef zij vooral voor (school-)harmonieorkesten.

## Composities

### Werken voor harmonieorkest
- An English Yuletide
- American Holiday
- Beneath The Shining Skies
- Caprice and Cantus
- Cross River Overture
- Diamond Jubilee
- Gramercy Park
- High Steppers On Parade
- Humming Tune and Frolic
- Pride of the Regiment
- Pride Of The Band Brigade
- Washington Square
- Westport Landing